# Rakousko-uherské tažení v Bosně a Hercegovině v roce 1878
Rakousko-uherské tažení v Bosně a Hercegovině v roce 1878 bylo vojenskou operací, která provedla nastolení rakousko-uherské okupace Bosny a Hercegoviny. Trvalo od 29. července do 20. října 1878, kde byl sváděn boj především proti místním odbojářům, podporovaným osmanskými vojenskými silami. 
Rakousko-uherská armáda vstoupila do země v rámci dvou armádních skupin: jedné ze severu do Bosny a druhé z jihu do Hercegoviny. Série bitev v srpnu vyvrcholila pádem Sarajeva 19. srpna po svedení těžkých pouličních bojů. V hornaté krajině pokračovala partyzánská válka, dokud po kapitulaci povstaleckého vůdce na podzim téhož roku nesložila zbraně poslední pevnost rebelů.

## Pozadí

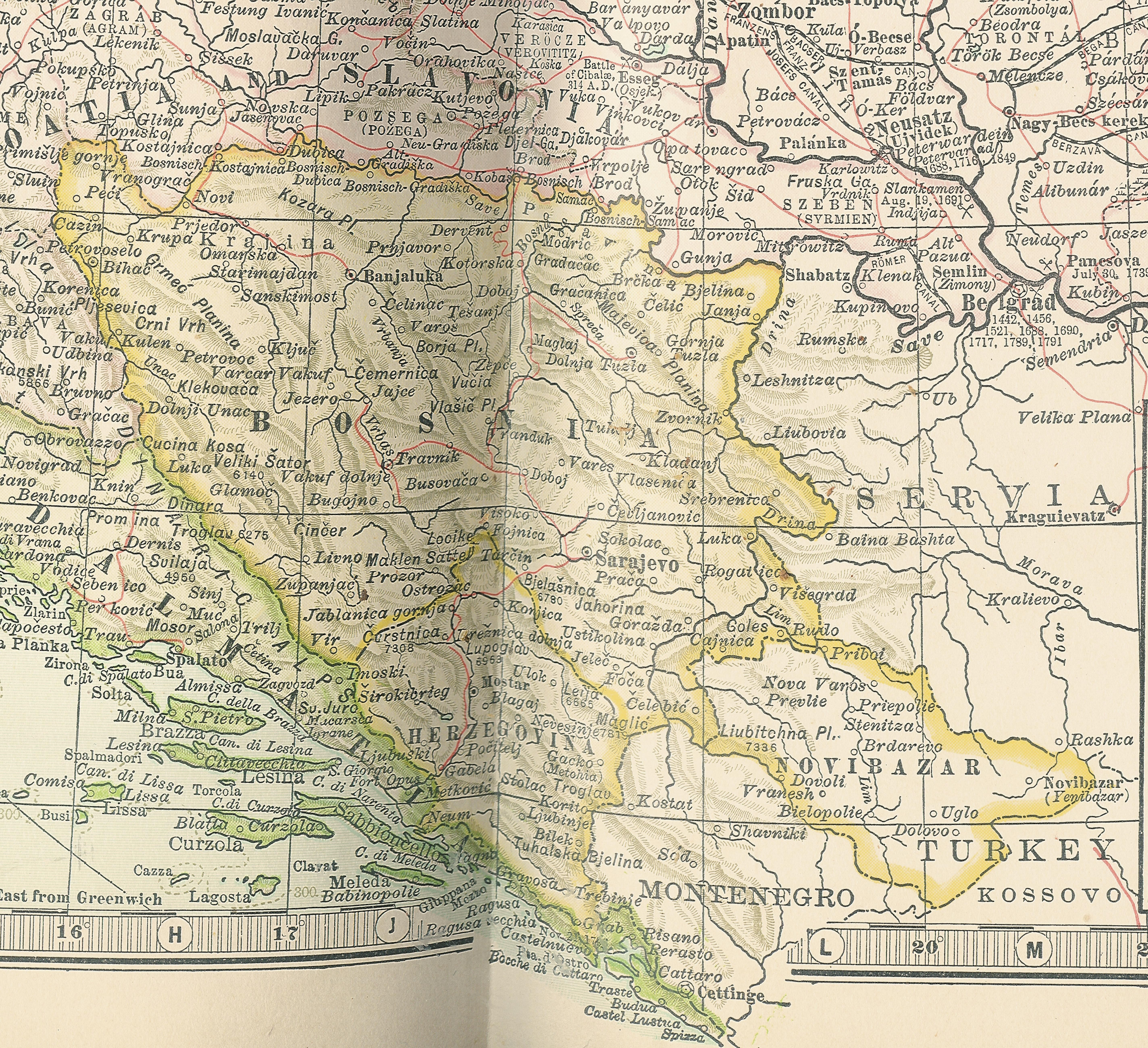
Bosna, Hercegovina a Novi Pazar na mapě z roku 1904

Po skončení rusko-turecká války v letech 1877 až 1878 byl ve dnech 13. června až 13. července 1878 svolán tzv. Berlínský kongres, kterého se zúčastnili zástupci evropských velmocí Rakouska-Uherska, Německého císařství, Spojeného království, Ruska, Osmanské říše a Itálie. Kongres měl především řešit tzv. Velkou východní krizi na Balkáně. Podle článku 25 výsledné Berlínské smlouvy (13. července 1878) a bylo zde mj. dohodnuto, že vilajet (provincii) Bosny a Hercegoviny. Hercegoviny dočasně na úkor Osmanské říše, vojensky obsadí a bude vojensky i civilně spravovat Rakousko-Uhersko na dobu neurčitou z důvodu udržení politické a etnické stability v regionu. Rovněž získalo také právo neomezeně obsazovat strategická místa v sanjaku v Novém Pazaru.
Provincie Bosny a Hercegoviny budou obsazeny a spravovány Rakousko-Uherskem. Vláda Rakouska-Uherska si nepřeje převzít správu Sandžaku z Novi-Pazaru, rozprostírajícího se mezi Srbskem a Černou Horou jihovýchodním směrem na druhou stranu Mitrovice, nadále tam bude vykonávat své funkce osmanská správa. Nicméně, aby bylo zajištěno udržení nového politického stavu věcí, jakož i svoboda a bezpečnost komunikací, Rakousko-Uhersko si vyhrazuje právo zde vydržovat vojenské posádky a kontrolovat důležité vojenské a obchodní cesty v celé části tohoto starověkého bosenského vilajetu. Za tímto účelem si vlády Rakouska-Uherska a Turecka vyhrazují, že se dohodnou na podrobnostech.
Ačkoli Osmané proti okupaci Nového Pazaru protestovali, rakousko-uherský ministr zahraničních věcí Gyula Andrássy je tajně ujistil, že okupaci v Novém Pazaru „je třeba považovat za provizorní“. Tato rakousko-uherská expanze na jih na úkor Osmanské říše byla zároveň navržena tak, aby zabránila rozšíření ruského vlivu a spojení Srbska a Černé Hory.
Rakousko-Uherská armáda neočekávala téměř žádné nesnáze při provádění své okupace, sám ministr Andrássy ji doslova označil jako „procházku s dechovou kapelou“ (Spaziergang mit einer Blasmusikkapelle). Tento názor nebral v úvahu, že Srbové právě svedli rusko-tureckou válku za nezávislost na Osmanské říši, zatímco v Hercegovině vypuklo povstání. Odpor proti rakousko-uherskému převzetí pocházel především ze strany pravoslavných Srbů (43 % populace) a bosenských Muslimů (39 %), v malé části pak katolických Chorvatů (18 %). Za nové vlády katolického Rakouska-Uherska bylo nehůře nahlíženo právě na muslimské obyvatelstvo, ozbrojený odpor místních obyvatel byl rakousko-uherskou vládou charakterizován  jako „necivilizovaný“ (unzivilisiert) a „zrádný“ (verräterisch). Intervenující jednotky se vedle Rakušanů a obyvatel Uherska skládal také z rakouských Chorvatů, Slovinců a také několika českých a moravských pluků, jako například čáslavský pěší pluk č. 21, či moravské brněnský pěší pluk č. 8, či olomoucký č. 54, posléze proslulé v bitvě u Doboje.

## Poměr sil

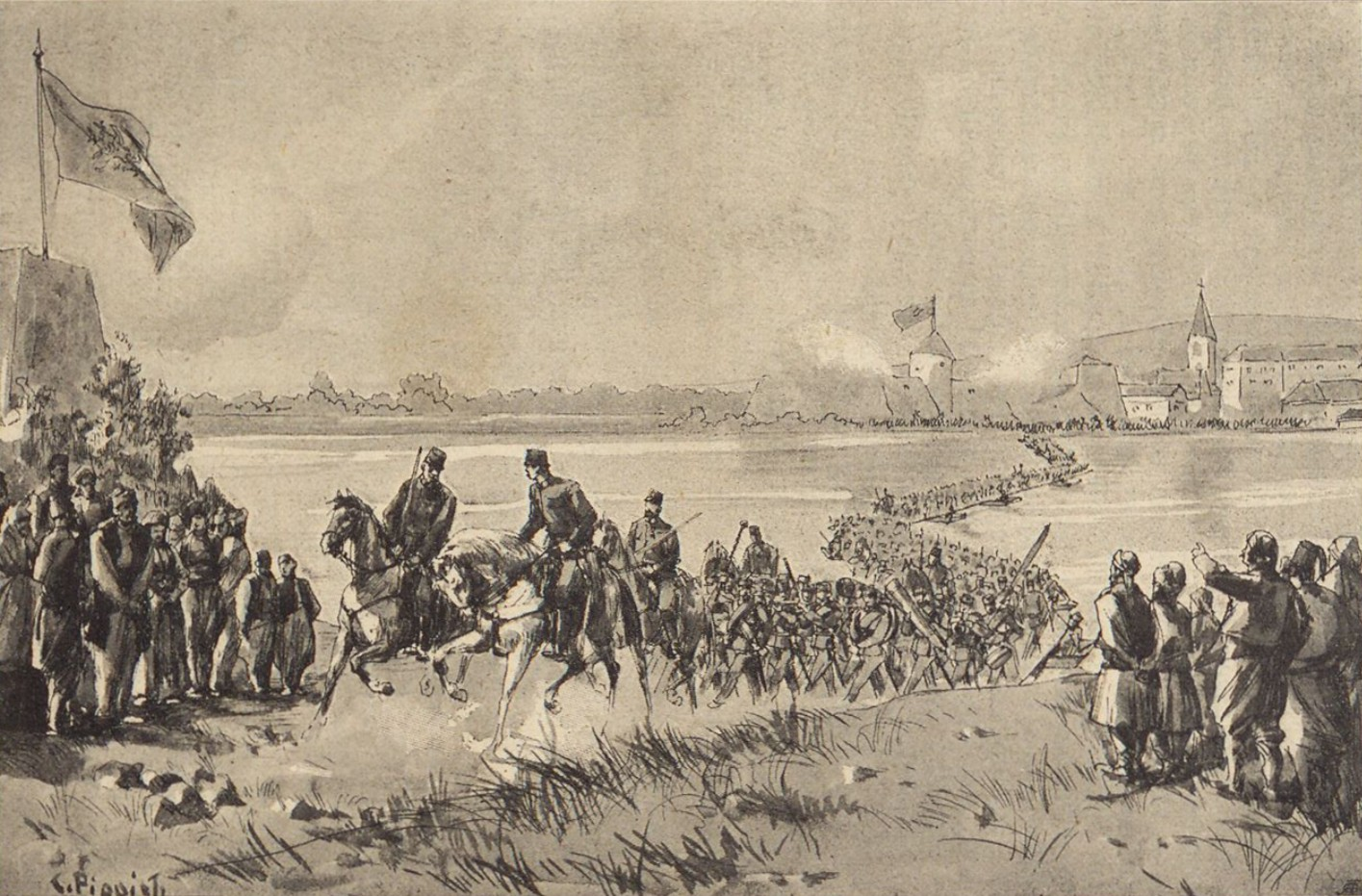
Karl Pippich: Pěší pluk č. 17 překračující Sávu (1905)

Rakousko-uherská armáda vyvinula v přípravě útoku na Bosnu a Hercegovinu velké mobilizační úsilí, shromážděný expediční sbor čítal do konce června 1878 82 113 vojáků, 13 313 koní a 112 děl v VI, VII, XX, XVII a XVIII pěší divize a také křídlová armáda v Dalmatském království (pozdější Chorvatsko).  Primárním velitelem vojsk generál byl Josip Filipović, frontová XVIII. pěší divize spadala pod velení Stjepana (Stephana von) Jovanoviće, velitelem křídlové armády v Dalmácii byl generál Gabriel Rodich. 
Osmanská armáda v Bosně a Hercegovině se v té době skládala ze zhruba 40 000 vojáků se 77 děly, které v kombinaci s místními milicemi dosahovaly síly asi 93 000 mužů. Očekáván byl především zuřivý odpor muslimů, neboť okupace pro ně znamenala ztrátu svého privilegovaného postavení.

## Obsazení Bosny a Hercegoviny

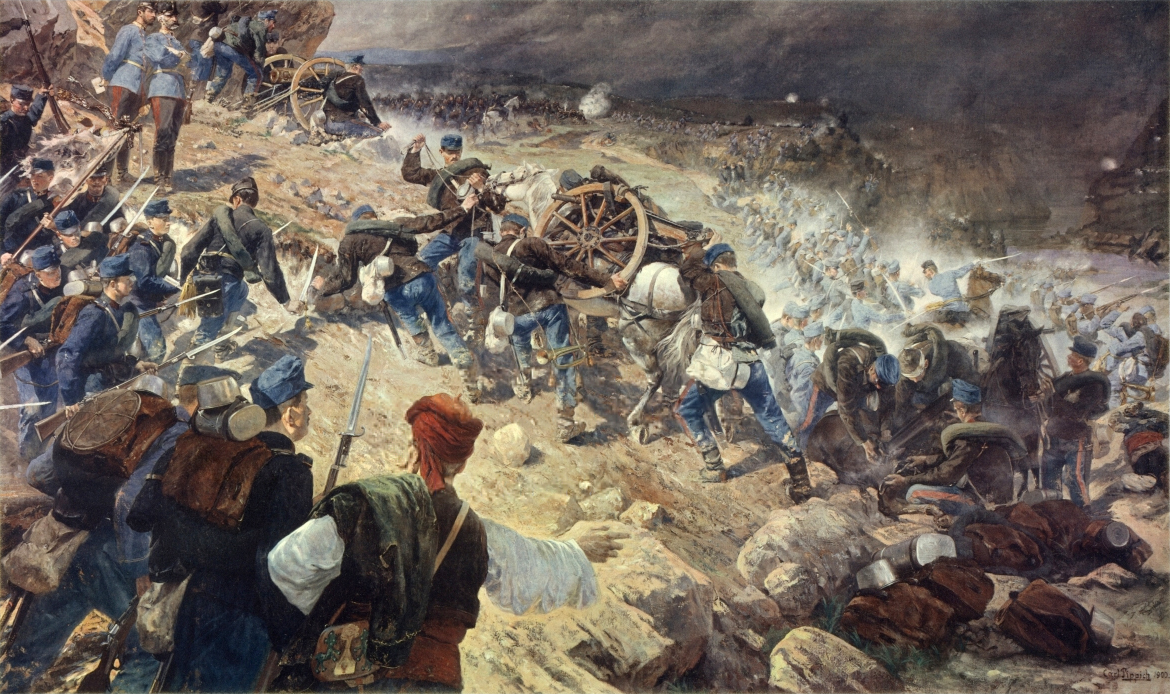
Karl Pippich: Bitva u Jajce

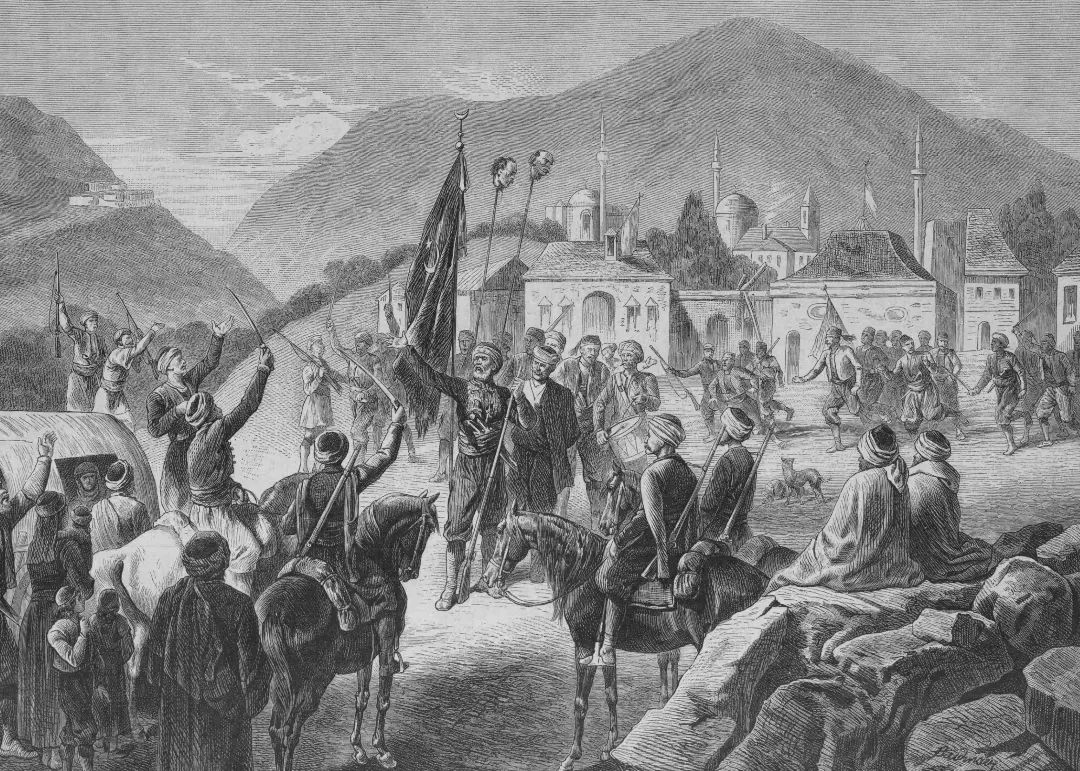
Ilustrace zobrazující Hadžu Loju, kterak hovoří k povstalcům před branami Sarajeva

Obsazení Bosny a Hercegoviny začala 29. července 1878. Původní okupační síla, XIII. sbor pod velením gen.Josipa Filipoviće, překročila řeku Sávu u Brodu, Kostajnice a Gradišky. Dočasné velitelství bylo zřízeno ve městě Banja Luka a vojska dále postupovala po silnici na levé straně řeky Vrbas.
Zde narazili na odpor místních muslimů, především pod vedením Muhameda Hadžijamakoviće a derviše Hadži Lojy, podporovaného (téměř otevřeně) dle dohody evakuujícími se jednotkami Osmanské armády. Dne 3. srpna byla v tzv. bitvě u Maglaje při přechodu řeky Bosny poblíž města Maglaj přepadena tlupa husarů, což Filipoviće přimělo zavést stanné právo . Dne 7. srpna došlo u strategické bosenské pevnosti Jajce k jedné z největších a nejprudších bitev, ve které rakousko-uherská pěchota ztratila přes 600 mužů. Většina z nich, kteří zde bojovali, příslušela k kraňské XVII. pěší divizi.
Druhá okupační síla, 18. divize o síle 9000 mužů pod velením generála Stjepana Jovanoviće, postupovala z rakouské Dalmácie podél řeky Neretvy. 5. srpna divize dobyla Mostar, hlavní město Hercegoviny. Dne 13. srpna v bitvě o Ravnici v Hercegovině padlo v akci více než 70 uherských důstojníků a vojáků. V reakci na tyto události rakousko-uherská armáda zmobilizovala 3., 4. a 5. armádní sbor. 

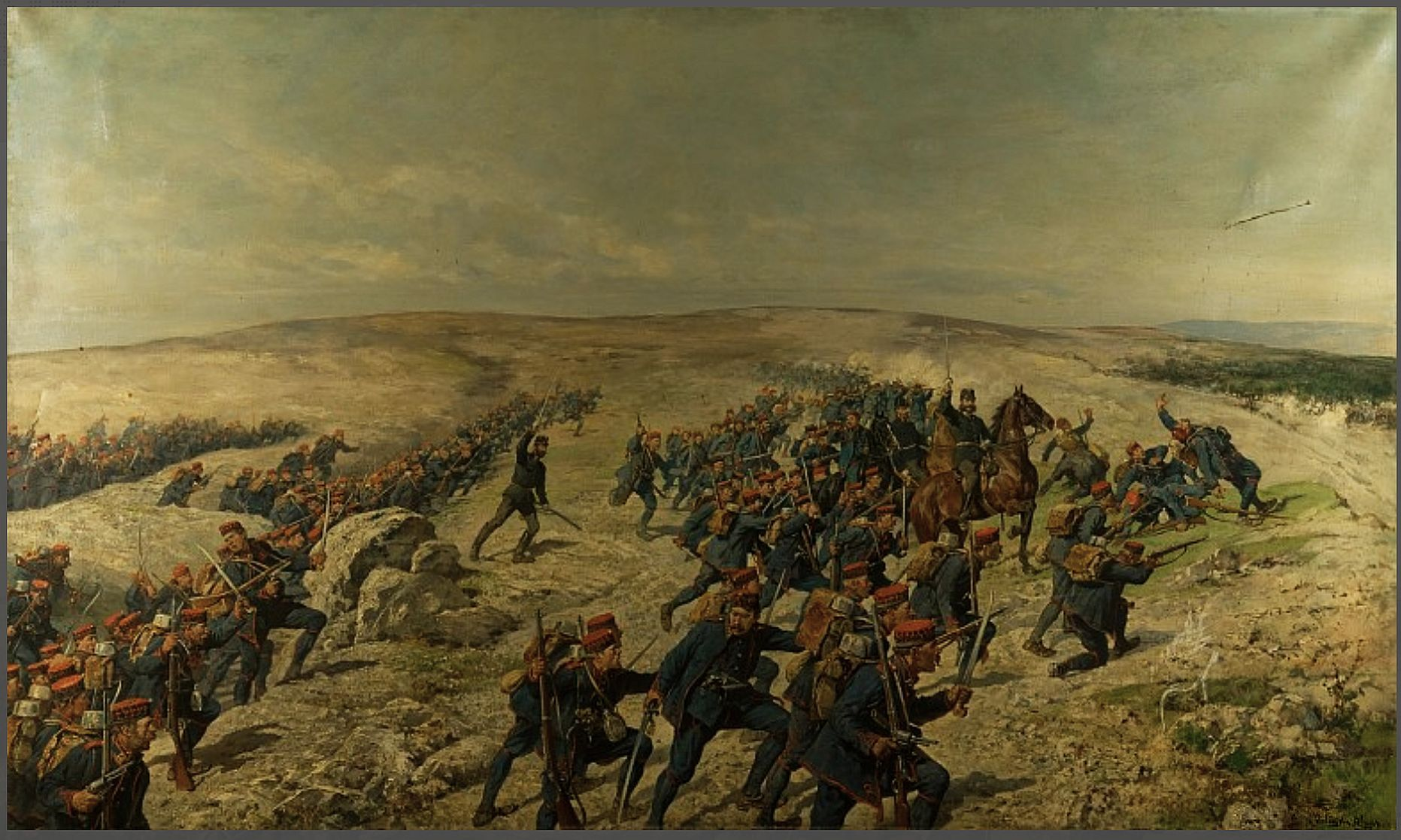
Útok na Livno (15. srpna 1878) od malíře Julia von Blaase

I nadále se pak rakousko-uherská vojska setkala s občasným zuřivým odporem z řad muslimského i pravoslavného obyvatelstva, a dále došlo k významným bitvám u Čitluku, Stolace, Livna a Klobuku. Navzdory válečným neúspěchům u Maglaje a Tuzly úspěšně pokračoval rakousko-uherský postup na Sarajevo.

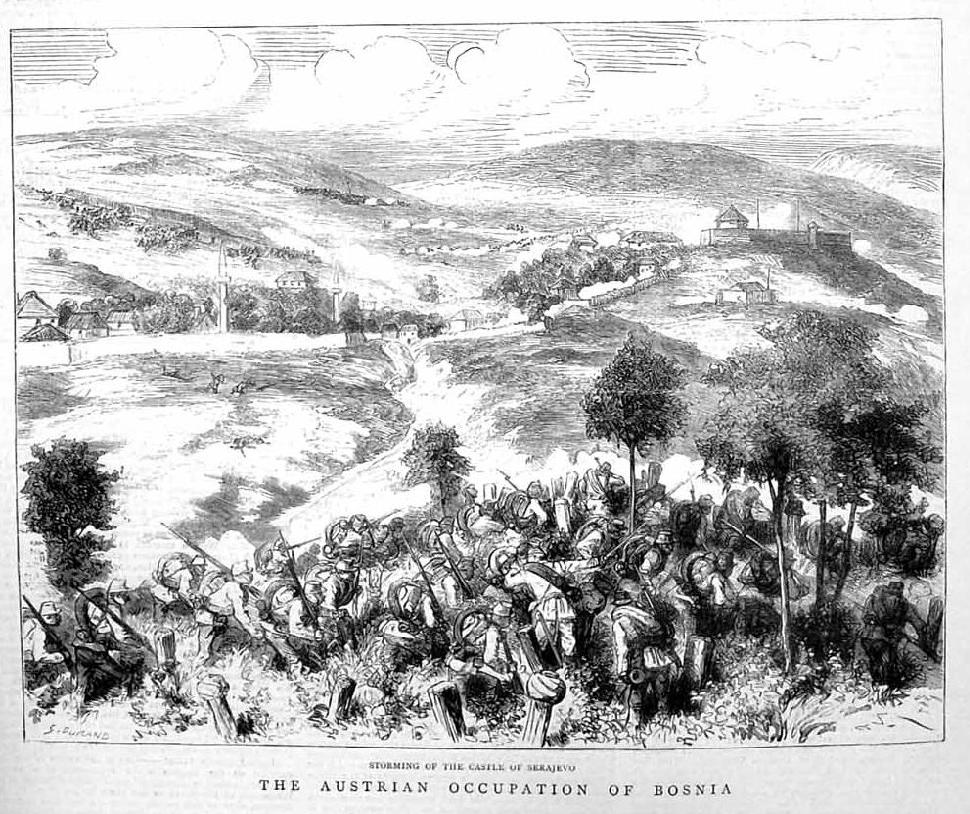
Útok na pevnost Sarajevo, časopis The Graphic (1878)

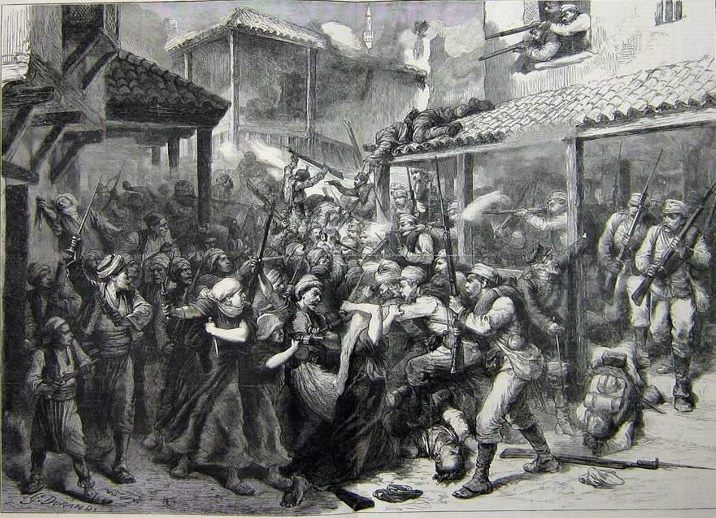
Bitva o Sarajevo, G. Durand, časopis The Graphic (1878)

19. srpna bylo bosenské hlavní město Sarajevo, v té době s počtem okolo 50 000 obyvatel, dobyto až po nasazení 52 děl a násilných pouličních bojích. O den dříve Filipović zatkl bývalého osmanského guvernéra Hafize Pašu. Formální zpráva rakousko-uherského generálního štábu zaznamenává, že „malá okna a četné mezery ve střeše umožňovaly palbu různými směry a nejudržitelnější obranu“ a „obvinění povstalci v domech zabarikádovali všechny vchody a pokračovali v ničivé palbě proti pěchotě." Generál Filipović pak do vlastního deníku zaznamenal:
„Následovala jedna z nejstrašnějších bitev, jaké si lze představit. Na jednotky se střílelo z každého domu, z každého okna, ze všech rozdělených dveří; a zúčastnily se  jich i ženy. Vojenská nemocnice se nachází u západního vjezdu do města, byla plná nemocných a zraněných povstalců..." 
Okupační vojsko přiznalo v boji o město 57 zabitých a 314 zraněných z 13 000 vojáků zapojených do operace, počet obětí povstalců na pak odhadlo na 300, zcela však opomíná odhad civilních obětí. V následujících dnech došlo po zkrácených procesech stanného práva k mnoha popravám obviněných rebelů. 
Po pádu Sarajeva se hlavní povstalci stáhli do hornaté země za městem a tamvedli odpor ještě několik týdnů. Hadži Loja, vůdce bosenských povstalců, se vzdal uherskému pěšímu pluk č. 37 Erzherzog Joseph dne 3. října v rokli u města Rakitnica. Byl odsouzen k smrti, ale jeho rozsudek byl později změněn na pět let vězení.  Poslední povstalecká pozice, hrad Velika Kladuša, se vzdala 20. října 1878.
V určitých částech země (zejména v Hercegovině) přetrvávalo napětí a došlo k masové emigraci převážně muslimských disidentů. Brzy však bylo dosaženo stavu relativní stability a rakousko-uherské úřady se mohly pustit do řady sociálních a administrativních reforem, které měly z Bosny a Hercegoviny udělat, podle oficiální rakousko-uherské doktríny, „modelovou kolonii“. S cílem vytvořit provincii jako stabilní politický model, který by pomohl rozptýlit rostoucí jihoslovanský nacionalismus, habsburská vláda vyvinula velkou snahu o kodifikaci zákonů, zavedení nových politických praktik a obecnou legislativní modernizaci.

## Výsledek
Rakousko-Uhersko bylo k pokoření Bosny a Hercegoviny nakonec nuceno použít pět sborů o celkové síle 153 300 zúčastněných vojáků a 112 polních děl. Generální štáb odhadoval, že proti jeho silám stálo zhruba 79 000 ozbrojených povstalců, kterým (ilegálně) pomáhalo 13 800 pravidelných osmanských vojáků s asi 77 děly. Celkové rakousko-uherské ztráty byly téměř 5 200: 946 mrtvých, 272 nezvěstných a 3 980 zraněných. 

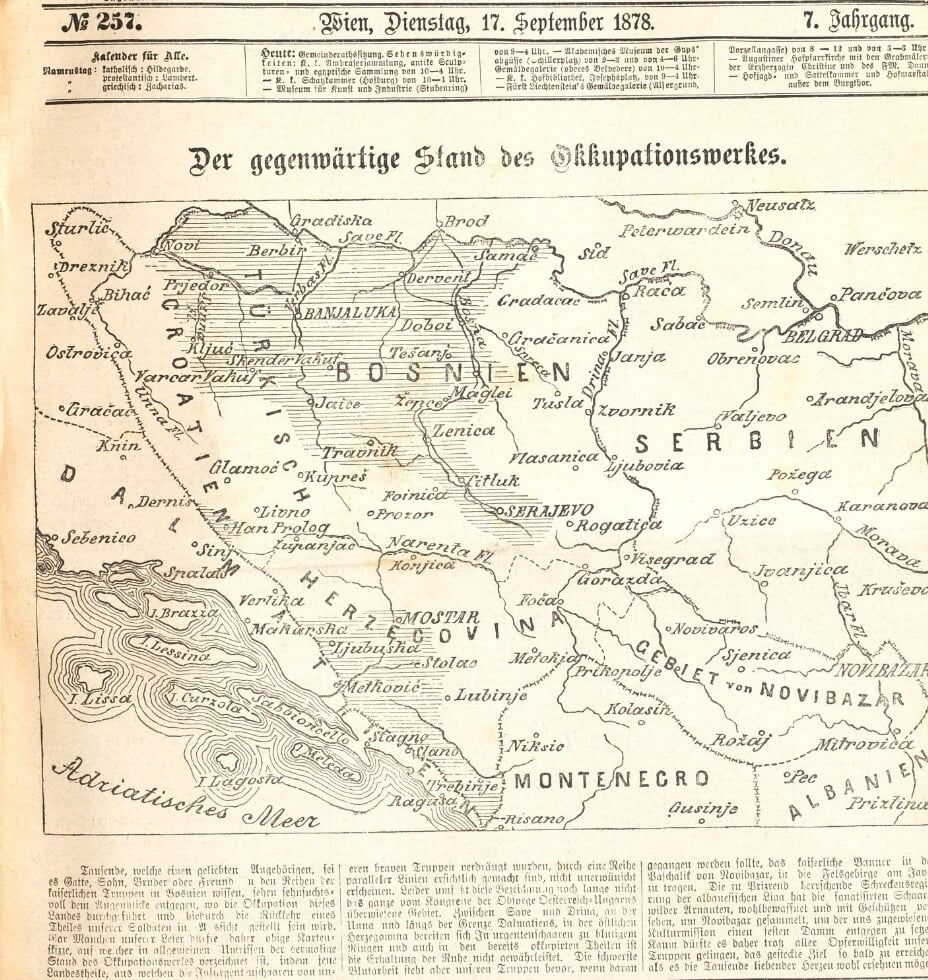
Rakouskem okupovaná území získaní do září 1878

Neočekávané násilí kampaně vedlo k řadě vzájemných obvinění mezi veliteli a politickými vůdci. Neexistuje žádný spolehlivý odhad bosenských nebo osmanských ztrát. Během kampaně byl na příkaz císaře Františka Josefa I. cenzurován článek v německy psaných uherských novinách Pester Lloyd kritizující připravenost armády na okupaci.
V rámci okupace Bosny a Hercegoviny obsadilo Rakousko-Uhersko 10. září 1879 také Sanjak v Novém Pazaru, čímž byl realizován další ze závěrů Berlínského kongresu. 
Následná příromnost rakousko-uherské moci v Bosně a Hercegovině vytrvala přes tzv. Bosenskou krizi až do konce první světové války, což souviselo též s událostmi pro tento konflikt zásadního atentátu na arcivévodu Františka Ferdinanda v Sarajevu 28. června 1914.

## Památky
Ve Vojenském historickém muzeu ve Vídni je instalována stálá výstava o bosenském tažení rakousko-uherské armády. Obsahuje několik věcí z osobního majetku generála Filipoviće, bosenský povstalecký prapor a ukořistěné osmanské zbraně. 
V českém kulturním prostředí je tažení připomínáno především ustálením termínu maglajs, v odvolání na prudké přepadení husarů v bitvě u Maglaje, jakožto synonyma pro něco neuspořádaného a zmatečného.
Válečné události rovněž reflektuje zlidovělá vojenská píseň Za císaře pána, zmiňující boj proti bosenským povstlacům v Bosně a Hercegovině.